# Zentrum (Leipzig)
Zentrum ist einer der 63 Ortsteile, in die Leipzig 1992 administrativ gegliedert wurde. Der Ortsteil Zentrum umfasst im Wesentlichen die Altstadt von Leipzig.

## Lage
Die 63 Ortsteile Leipzigs verteilen sich auf zehn Stadtbezirke. Zentrum liegt zentral im Stadtbezirk Mitte, der bis auf eine größere Abweichung im Süden annähernd mit der Feldflur der Stadt Leipzig vor der Eingemeindung benachbarter Dörfer übereinstimmt. Der Ortsteil Zentrum ist umgeben von den Ortsteilen Zentrum-Ost, Zentrum-Südost, Zentrum-Süd, Zentrum-West, Zentrum-Nordwest und Zentrum-Nord. Die Grenze des Ortsteils Zentrum bildet die Straßenmitte des Innenstadtrings. Zu diesem gehören Tröndlinring, Willy-Brandt-Platz Georgiring, Augustusplatz, Roßplatz, Wilhelm-Leuschner-Platz, Martin-Luther-Ring, Dittrichring und Goerdelerring. Damit werden die ehemals von der Stadtmauer umgebene Altstadt und der ringsum verlaufende Promenadenring umschlossen.

## Charakteristik
Zentrum ist hauptsächlich ein Geschäftsviertel, in dem Einzelhandelsgeschäfte und Büroräume vorherrschen. Aus den zu den früheren Warenmessen genutzten Durchgangshöfen entstanden die für Leipzig typischen Passagen, die sich sämtlich im Zentrum befinden. Aus der 1895 beginnenden Zeit der Mustermessen resultieren zahlreiche umgenutzte Messehäuser.
Durch Fußgängerzonen und andere Maßnahmen wird eine autoarme Innenstadt angestrebt. Da alle Leipziger Straßenbahnlinien den Innenstadtring tangieren, ist das Zentrum aus allen Teilen der Stadt gut zu erreichen. Die S-Bahn-Station unter dem Marktplatz gestattet auch Direktanreisen von weiter her.

## Sehenswürdigkeiten
- Altes Rathaus,
- Neues Rathaus,
- Thomaskirche,
- Nikolaikirche,
- Universitätskirche
- Opernhaus,
- Gewandhaus,
- City-Hochhaus
- Krochhochhaus,
- Auerbachs Keller
- Thüringer Hof
- Moritzbastei

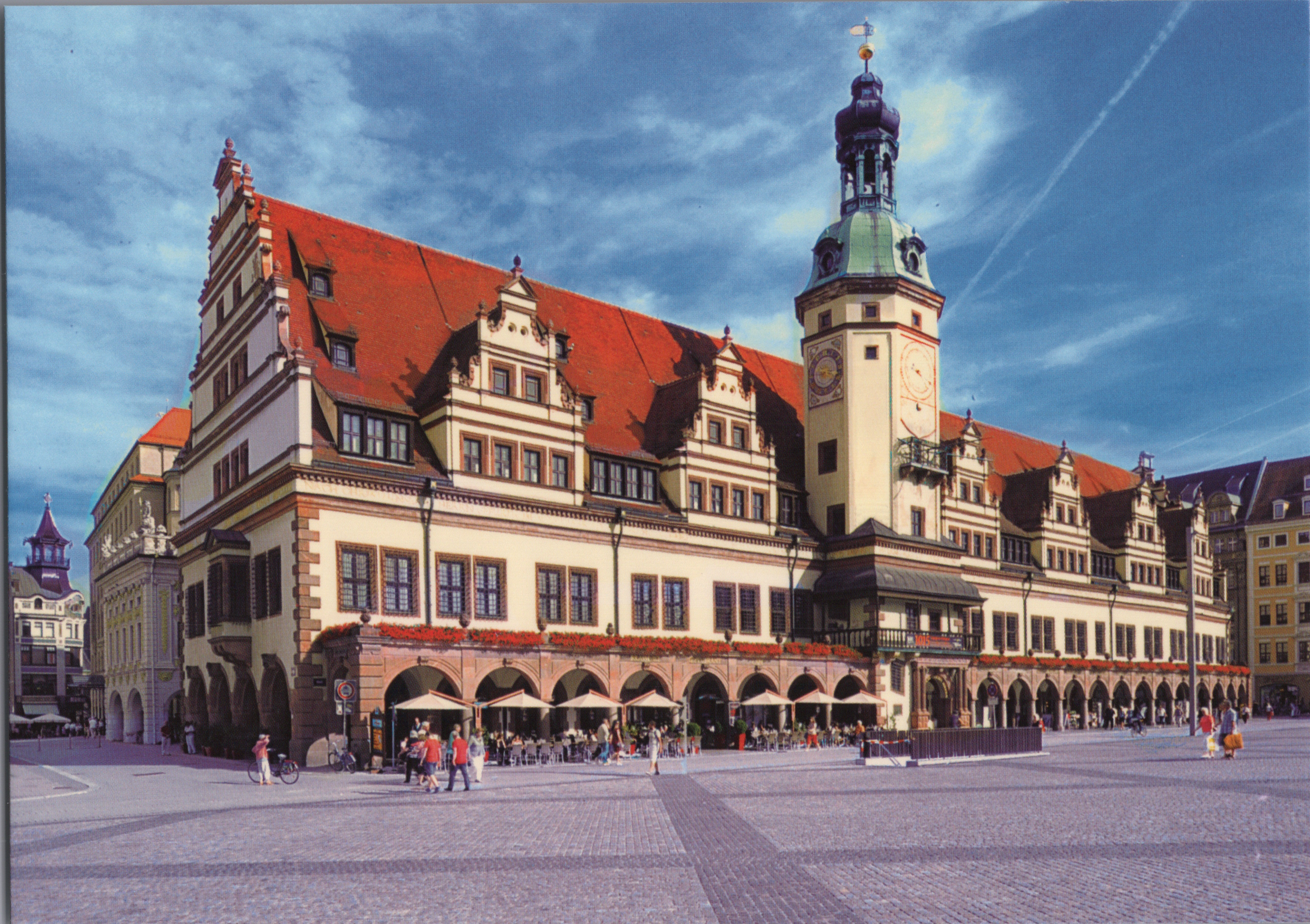
Altes Rathaus (2016)
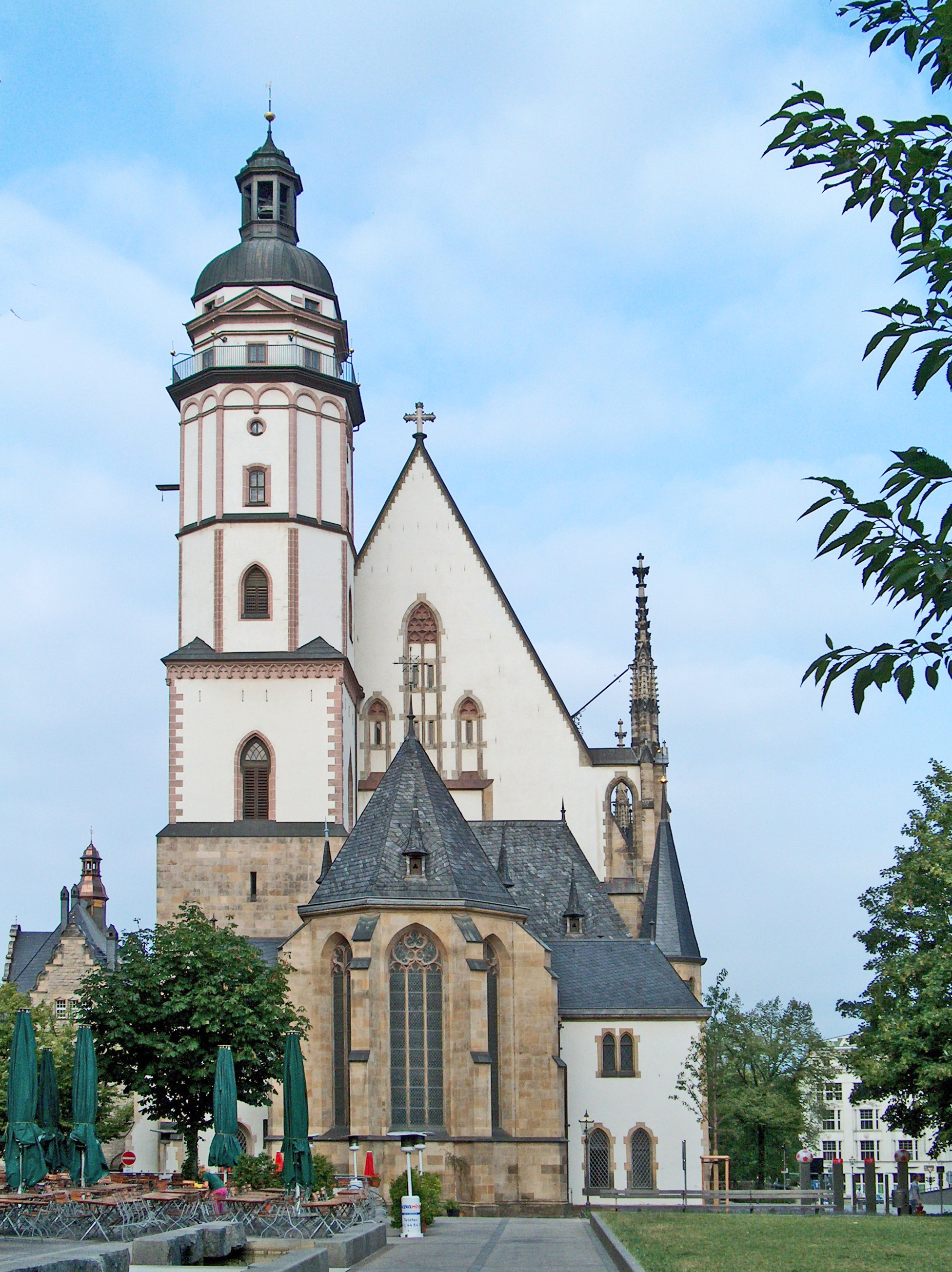
Thomaskirche (2006)
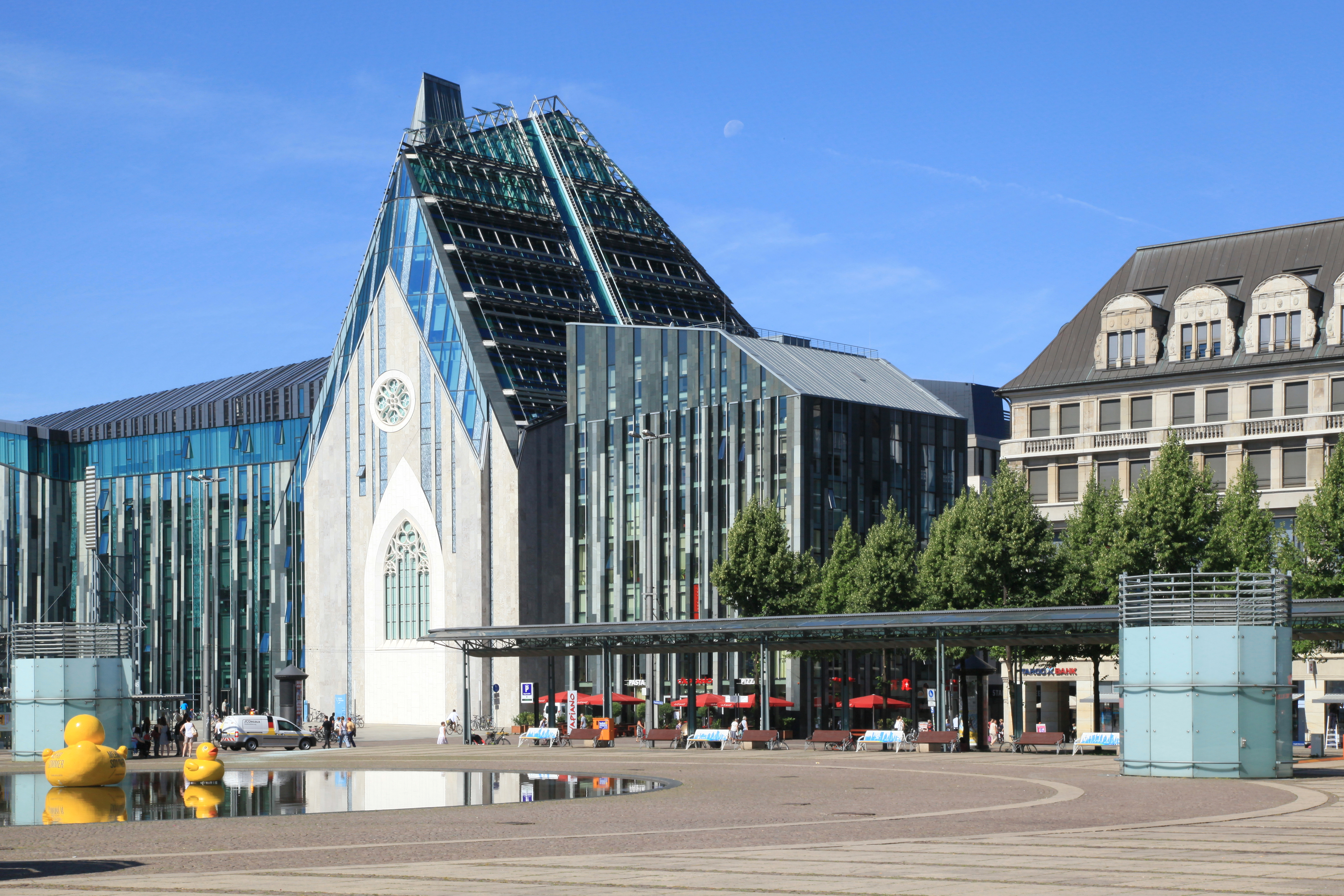
Universitätskirche (2016)
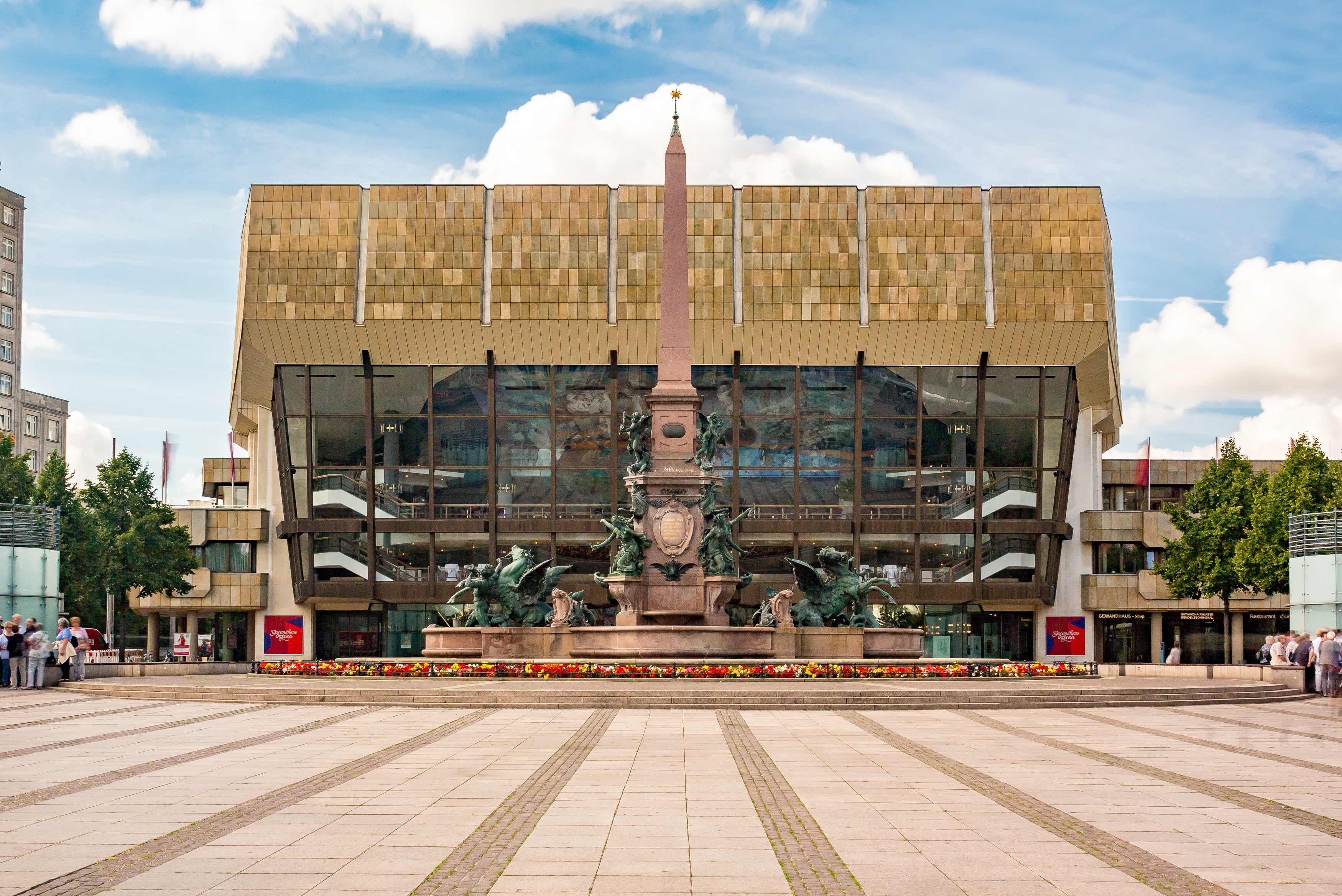
Gewandhaus (2016)
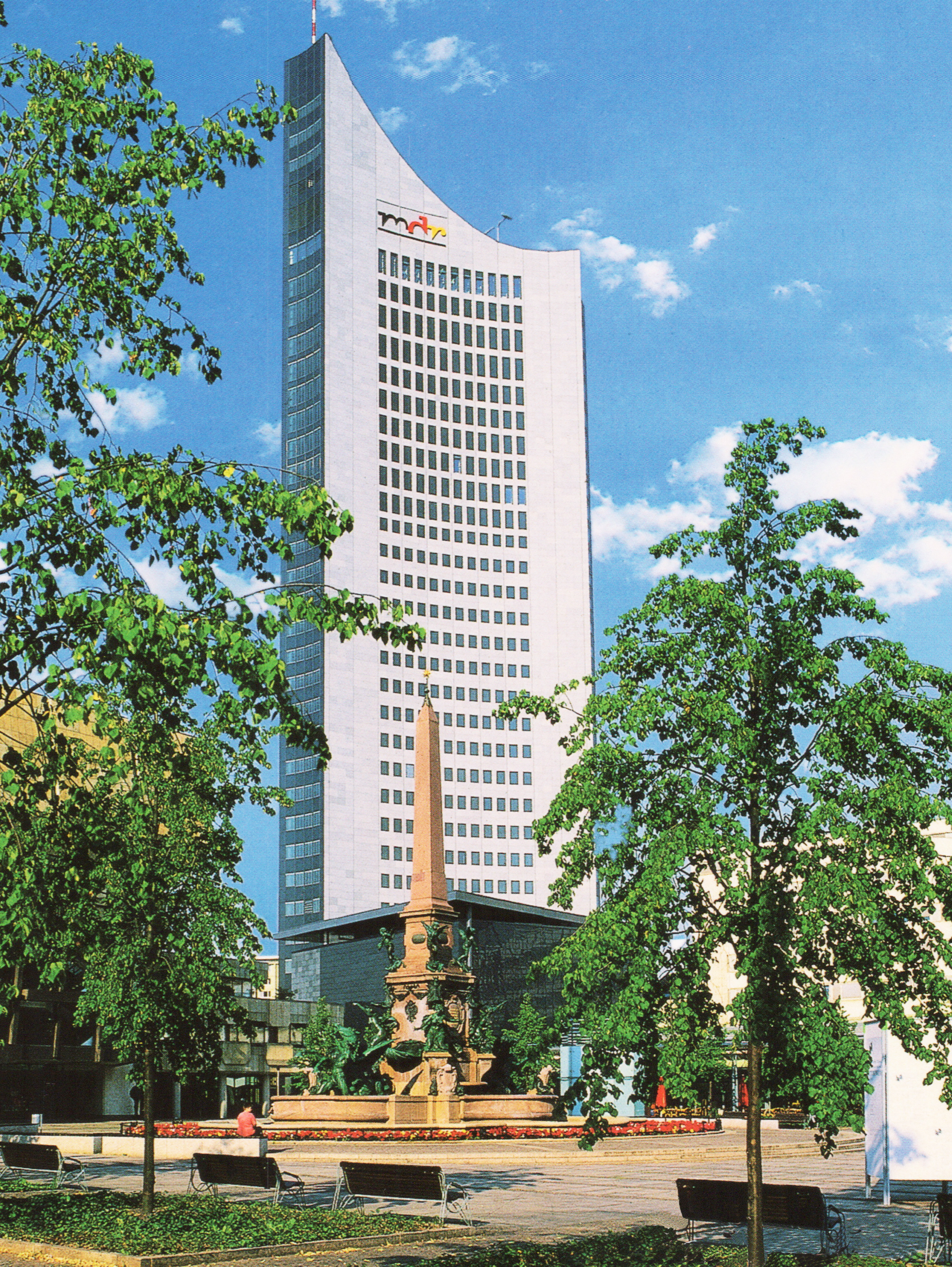
City-Hochhaus (2002)
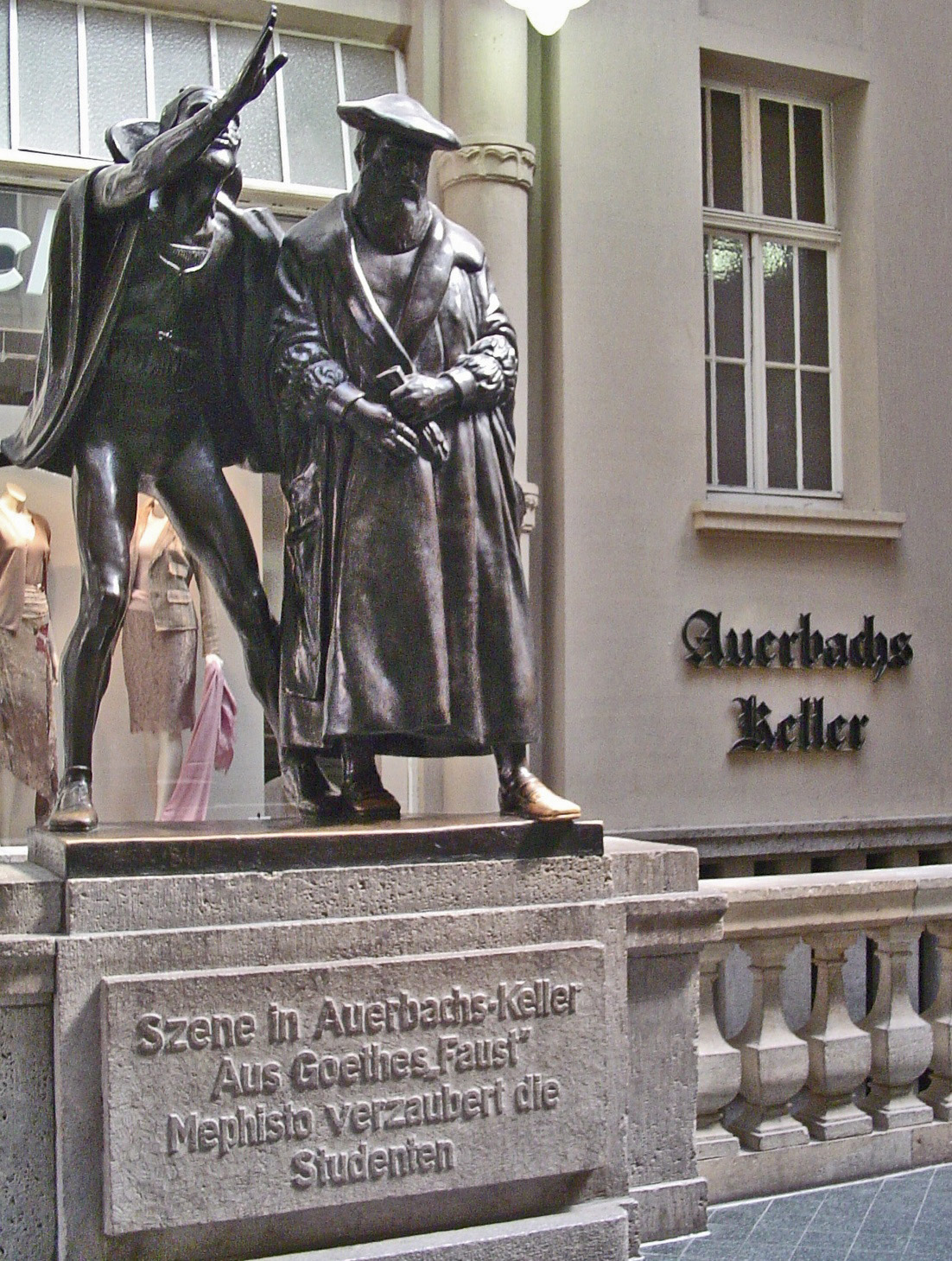
Auerbachs Keller (2017)